# Sapintus ovalis
Sapintus ovalis es una especie de coleópteros de la familia Anthicidae.

## Distribución geográfica
Habita en Perú.